# Helvetia Konservenfabrik Groß-Gerau

Die Helvetia Conservenfabrik Gross-Gerau G.m.b.H (vor 1910)

Die Helvetia Konservenfabrik Groß-Gerau AG war eine Marmeladen-, Obst- und Gemüsekonservenfabrik in Groß-Gerau. Sie war einst die größte Konservenfabrik Deutschlands, nach anderen Quellen Europas.

## Geschichte und Beschreibung
Das Unternehmen wurde 1898 als GmbH gegründet und arbeitete als selbstständiges Tochterunternehmen der Conservenfabrik Lenzburg, vormals Henckell & Roth, heute Hero. Die Schweizer stellten dem Unternehmen ihr Produktions-Know-How zur Verfügung. Als die Fabrik 1899 den Betrieb aufnahm, verfügte sie über eine eigene Stromversorgung.
1909 erfolgte die Umwandlung in die Helvetia Conservenfabrik Gross-Gerau AG mit einem Stammkapital von 42 Mio. Mk. Das Unternehmen gehörte nun zu 50 % der Interessengemeinschaft süddeutscher Zuckerfabriken, die später als Süddeutsche Zucker AG, heute Südzucker AG, firmierte und zu ca. 38 % der Conservenfabrik Lenzburg.
Ab 1912 bestand ein Gleisanschluss zum nahen Bahnhof Groß Gerau. Ebenso gab es eine eigene Werkfeuerwehr.
1922 erwarb die Helvetia Konservenfabrik Groß-Gerau die an ihren Betrieb angrenzenden Fabrikanlagen der Ölmühle Groß-Gerau-Bremen. Dabei wurden sämtliche in Groß-Gerau gelegenen Grundstücke, Gebäude, Gleisanlagen, sowie die gesamten Maschinen, Apparate und Einrichtungen, soweit sie nicht unmittelbar der Oelfabrikation gedient haben, erworben. Der Kaufpreis lag bei 4 Mio. Mark.
Unter dem Namen Hero-Konserven A.-G., Kulmbach wurde 1923 in Kulmbach eine Tochtergesellschaft zur Herstellung von Konserven aller Art sowie Obst und Beerenwein gegründet.
1927, dem besten Geschäftsjahr des Unternehmens, hatte die Helvetia Konservenfabrik etwa 1000 Mitarbeiter. Die Aktien des Unternehmens wurden im freien Börsenverkehr gehandelt.

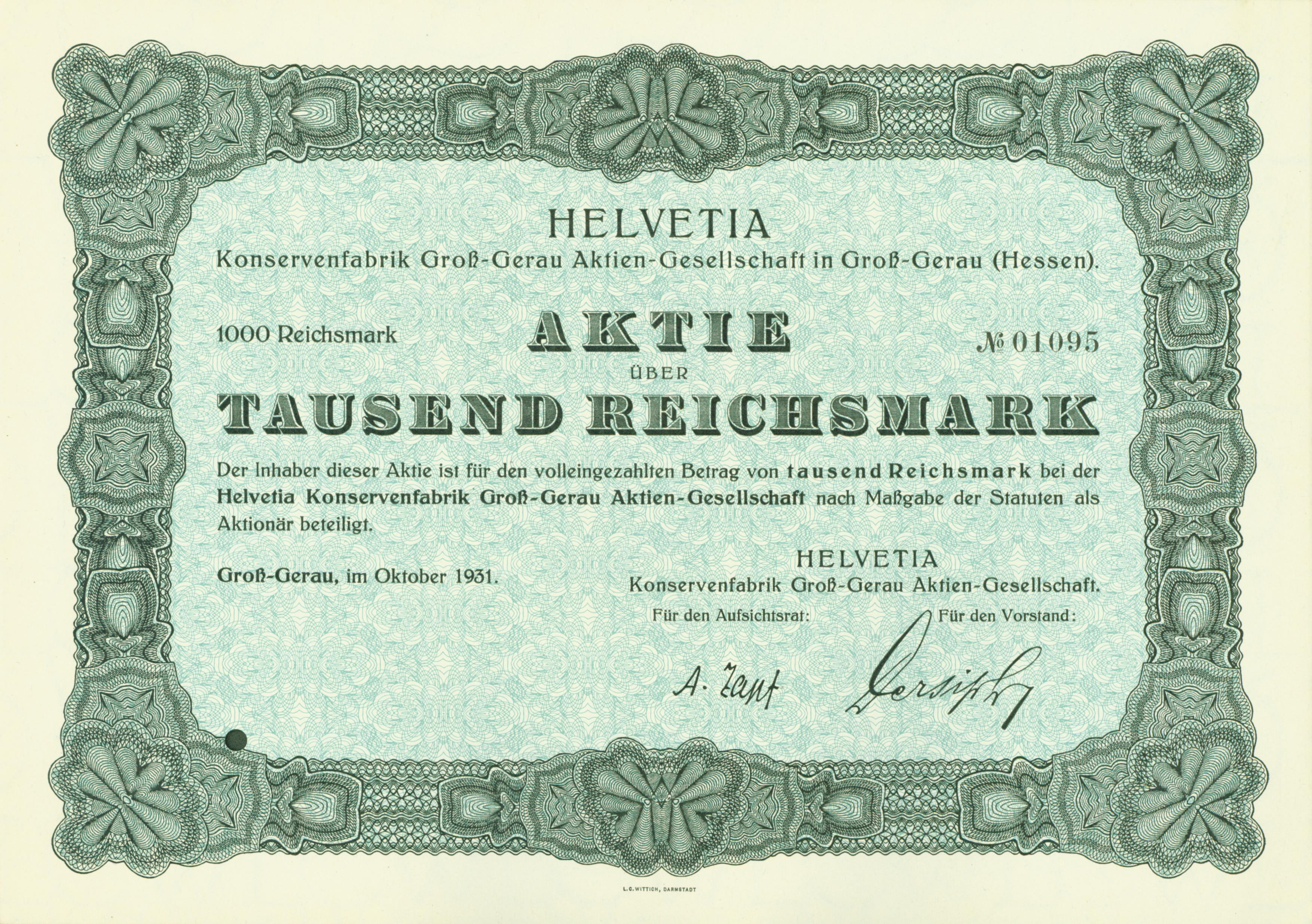
Aktie über 1000 RM der Helvetia Konservenfabrik Groß-Gerau AG vom Oktober 1931

Im Rahmen einer Sanierung erfolgte am 30. Oktober 1931 eine Kapitalherabsetzung im Verhältnis 100 : 1. Das Stammkapital wurde dabei von 2 Mio. RM auf 20.000 RM herabgesetzt und anschließend wieder auf 1,5 Mio. RM heraufgesetzt. Auch die Eigentümerverhältnisse änderten sich: Die Conservenfabrik Lenzburg hielt nun nur noch ca. 19 %, die Eidgenössische Bank AG ca. 41 % und die Süddeutsche Zucker-AG ca. 40 % der Aktien. Bereits 1926 gab es eine Kapitalherabsetzung, dabei wurde das Stammkapital in Höhe von 4 Mio. RM auf 2 Mio. RM reduziert.
Im Zweiten Weltkrieg beschäftigte das Unternehmen über 300 Zwangsarbeiter.
In den 1960er Jahren war Franck & Kathreiner Eigentümer der Helvetia Konservenfabrik. Das Unternehmen produzierte fortan unter dem Namen „Frosti“ das laufende Obst- und Gemüseprogramm.
Produziert wurden Konserven, beispielsweise mit Marmeladen, Gurken, Spargel. Das Unternehmen stellte auch Sojapräparate für Diabetiker her.
1973 ging das Unternehmen in die Insolvenz und die Produktion in Groß-Gerau endete. 1983 erfolgte der Abriss der Fabrikations- und Verwaltungsgebäude samt dem 89 m hohen Fabrikschornstein, einem Wahrzeichen Groß-Geraus. Kurz nach der Insolvenz wurde er etwa zur Hälfte abgetragen.
Im Westen grenzte eine Produktionsstätte des ehemaligen Anteilseigners Südzucker AG an das Fabrikgelände. Diese Produktionsstätte wurde 1883 eröffnet und 2007 geschlossen.
1922 wurde das Direktorenwohnhaus Villa Hero in der Gartenstraße 2 erbaut, das heute unter Denkmalschutz steht.

## Veröffentlichungen
- Nahrhafte Gerichte aus Hero-Trockengemüse. Helvetia-Konservenfabrik, 1940, 8 S.
- N. Bömmels (Helvetia Konservenfabrik): Die Konserve als Ernährungsfaktor In: Scheiz. med Wschr. 72, 1942, S. 967–968.